# Jasaburó Sugawara
Jasaburó Sugawara (japonsky 菅原 弥三郎; * 26. listopadu 1952 Katagami, Japonsko) je bývalý japonský zápasník, volnostylař. V roce 1976 vybojoval bronzovou medaili v kategorii do 68 kg na olympijských hrách v Montréalu. V roce 1974 vybojoval stříbro a v roce 1975 šesté místo na mistrovství světa. V roce 1974 zvítězil na Asijských hrách.